# Filisoma rizalinum
Filisoma rizalinum is een soort haakworm uit het geslacht Filisoma. De worm behoort tot de familie Cavisomidae. Filisoma rizalinum werd in 1946 beschreven door Tubangui & Masiluñgan.